# Acidente do helicóptero Airbus H125 em Touques em 2021
Em 7 de março de 2021, um helicóptero Eurocopter AS350 Écureuil caiu em Touques, Calvados, Normandia, França . O político e bilionário francês Olivier Dassault e o piloto morreram. O helicóptero envolvido no acidente era um Airbus H125, de matrícula F-GIBM. 

## Acidente
A agência nacional de investigação de acidentes aéreos da França, a BEA, disse que o acidente ocorreu logo após a decolagem de "terras privadas".